# 歐珮
歐珮（1514年—？年），字聲甫，四川潼川州站籍，直隸蘇州府吳縣人，五月十八日生，行三，治《易經》，明朝政治人物。

## 生平
國子生，嘉靖十六年（1540年）丁酉科四川鄉試第十二名舉人，年三十七歲中式嘉靖二十九年（1550年）庚戌科會試第三百十一名，第二甲第六十七名進士。

## 家族
曾祖歐仕傑；祖歐鳳；父歐大欽，封監察御史；前母劉氏（贈孺人）；母張氏。永感下。兄歐珠（前監察御史）；歐珂，弟歐玠。